# Lorenzo Paramatti
Lorenzo Paramatti (Faenza, 2 gennaio 1995) è un calciatore italiano, difensore del Matera.

## Biografia
Nato a Faenza, anche suo padre Michele è stato un calciatore professionista con esperienze nella massima serie italiana.

## Carriera

### Club
Cresciuto nei settori giovanili di Inter e Bologna, tra il 2015 e il 2017 viene girato in prestito in Lega Pro, vestendo le maglie di Siena, Messina e Santarcangelo, esordendo così nel calcio professionistico.
Nel 2017, sciolto ogni vincolo contrattuale con il Bologna, firma per il Gubbio, che successivamente lo presta al Pro Piacenza.
Svincolatosi nel dicembre del 2018 dalla società umbra, firma successivamente per l'ACS Poli Timișoara, formazione militante nella seconda serie del campionato rumeno, ritagliandosi un posto da titolare.
Nel dicembre del 2019, dopo circa sei mesi da svincolato, firma per il Rimini. Con la formazione romagnola disputa solo quattro match, a causa dell'interruzione anticipata del campionato dovuta dalla pandemia di COVID-19.
Terminata la sua breve esperienza in Romagna, nell'estate del 2020 torna nuovamente in Romania, questa volta all'FCU Craiova, con cui vince il campionato di seconda serie, approdando così in Liga I nel campionato 2021-2022.
Il 24 agosto del 2023 firma con gli israeliani del Maccabi Petah Tiqwa, in seguito all'attacco di Hamas, a Tel Aviv, rescinde il contratto. Il 7  agosto 202 riparte dal Flaminia in Serie D. Nel mercato invernale si trasferisce al Matera.

## Statistiche

### Presenze e reti nei club
Statistiche aggiornate al 28 maggio 2025.
| Stagione             | Squadra                   | Campionato         | Campionato | Campionato | Coppe nazionali | Coppe nazionali | Coppe nazionali | Coppe continentali | Coppe continentali | Coppe continentali | Altre coppe | Altre coppe | Altre coppe | Totale | Totale |
| Stagione             | Squadra                   | Comp               | Pres       | Reti       | Comp            | Pres            | Reti            | Comp               | Pres               | Reti               | Comp        | Pres        | Reti        | Pres   | Reti   |
| -------------------- | ------------------------- | ------------------ | ---------- | ---------- | --------------- | --------------- | --------------- | ------------------ | ------------------ | ------------------ | ----------- | ----------- | ----------- | ------ | ------ |
| 2015-2016            | Siena                     | LP                 | 15         | 0          | CI-LP           | 5               | 3               | -                  | -                  | -                  | -           | -           | -           | 20     | 3      |
| ago. 2016            | Messina                   | LP                 | 0          | 0          | CI+CI-LP        | 1+0             | 0               | -                  | -                  | -                  | -           | -           | -           | 1      | 0      |
| ago. 2016-2017       | Santarcangelo             | LP                 | 21         | 0          | CI-LP           | -               | -               | -                  | -                  | -                  | -           | -           | -           | 21     | 0      |
| 2017-gen. 2018       | Gubbio                    | C                  | 14         | 1          | CI-C            | 1               | 0               | -                  | -                  | -                  | -           | -           | -           | 15     | 1      |
| gen.-giu. 2018       | Pro Piacenza              | C                  | 11         | 1          | CI+CI-C         | -               | -               | -                  | -                  | -                  | -           | -           | -           | 11     | 1      |
| set.-dic. 2018       | Gubbio                    | C                  | 1          | 0          | CI-C            | 1               | 0               | -                  | -                  | -                  | -           | -           | -           | 2      | 0      |
| Totale Gubbio        | Totale Gubbio             | Totale Gubbio      | 15         | 1          |                 | 2               | 0               |                    | -                  | -                  |             | -           | -           | 17     | 1      |
| feb.-giu. 2019       | ACS Poli Timișoara        | L2                 | 15         | 1          | CR              | -               | -               | -                  | -                  | -                  | -           | -           | -           | 15     | 1      |
| gen.-giu. 2020       | Rimini                    | C                  | 4          | 0          | CI-C            | -               | -               | -                  | -                  | -                  | -           | -           | -           | 4      | 0      |
| 2020-2021            | FCU Craiova               | L2                 | 12+5       | 0          | CR              | 3               | 0               | -                  | -                  | -                  | -           | -           | -           | 20     | 0      |
| 2021-2022            | FCU Craiova               | L1                 | 8+5        | 0          | CR              | 1               | 0               | -                  | -                  | -                  | -           | -           | -           | 14     | 0      |
| 2022-2023            | FCU Craiova               | L1                 | 18+2       | 0          | CR              | 3               | 0               |                    | -                  | -                  |             | -           | -           | 23     | 0      |
| ago. 2024            | FCU Craiova               | L1                 | 4          | 0          | CR              | 0               | 0               |                    | -                  | -                  |             | -           | -           | 4      | 0      |
| Totale FCU Craiova   | Totale FCU Craiova        | Totale FCU Craiova | 42+12      | 0          |                 | 7               | 0               |                    | -                  | -                  |             | -           | -           | 61     | 0      |
| ago. 2024- feb. 2025 | Maccabi Petah Tiqwa       | Lh                 | 8          | 0          | -               | -               | -               | -                  | -                  | -                  | -           | -           | -           | 8      | 0      |
| 2024-gen. 2025       | Flaminia CivitaCastellana | D                  | 10         | 0          | CI-D            | 1               | 0               | -                  | -                  | -                  | -           | -           | -           | 11     | 0      |
| gen.-giu. 2025       | Matera                    | D                  | 18         | 0          | CI-D            | 0               | 0               | -                  | -                  | -                  | -           | -           | -           | 18     | 0      |
| Totale carriera      | Totale carriera           | Totale carriera    | 171        | 3          |                 | 16              | 3               |                    | -                  | -                  |             | -           | -           | 187    | 6      |

## Palmarès

### Club

#### Competizioni nazionali
- Liga II: 1

FCU Craiova: 2020-2021